# توماس جيمس كينسمان
توماس جيمس كينسمان (بالإنجليزية: Thomas James Kinsman)‏ هو عسكري أمريكي، ولد في 4 مارس 1945 في رينتون في الولايات المتحدة، وتوفي في 15 مايو 2017 في توليدو في الولايات المتحدة.